# Pale Blue Dot

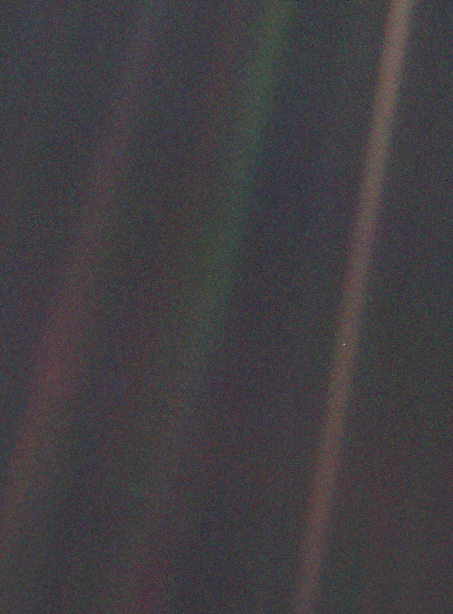
Die Erde als winziger hellblauer Punkt (besser erkennbar in einer neueren Version)

Pale Blue Dot (PBD, englisch für blassblauer Punkt) ist der Name eines Fotos der Erde, welches auf Anregung des US-amerikanischen Astronomen Carl Sagan von der Raumsonde Voyager 1 aus einer Entfernung von etwa 6 Milliarden Kilometer oder 40,5 AE aufgenommen wurde. Es handelt sich bis heute um das aus dem größten Abstand aufgenommene Foto der Erde. Zum damaligen Zeitpunkt war es außerdem die größte Distanz zur Erde, aus der jemals ein Foto aufgenommen wurde.
Das Bild entstand am 14. Februar 1990 als Teil einer Serie von 60 Bildern. Die Serie enthält neben der Sonne Bilder von sechs Planeten. Wissenschaftler wählten das Foto 2001 zu einem der zehn besten Fotos der Weltraumwissenschaften.

## Entstehung des Fotos

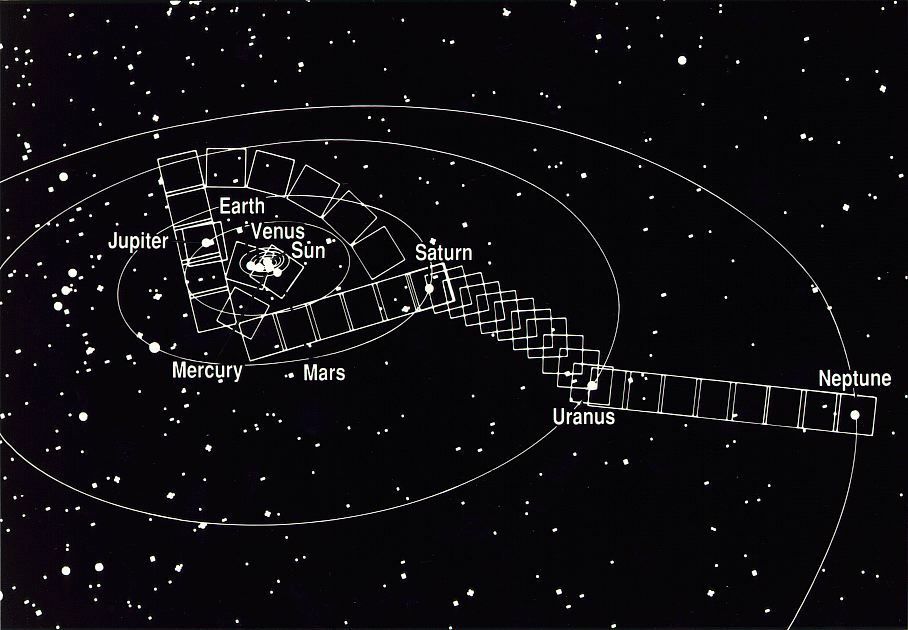
Übersicht über die aufgenommenen Bilder. Die Umlaufbahnen der einzelnen Planeten sind ebenfalls dargestellt.

Auf Anregung Carl Sagans wurde Voyager 1, nach Abschluss der primären Missionsziele, um 180 Grad gedreht und nahm eine Serie von 39 Weitwinkel- und 21 Teleaufnahmen auf.
Die Sonde befand sich zum Zeitpunkt der Aufnahme etwa 6 bis 7 Milliarden Kilometer von der Sonne entfernt und 32 Grad oberhalb der Ekliptik, blickte also von oben auf das Sonnensystem. Auf der Collage sind von links nach rechts zu erkennen: Jupiter, die Erde, Venus, die Sonne, Saturn, Uranus und Neptun. Merkur und Pluto sind auf dem Foto nicht zu sehen, da sie zu klein waren, als dass sie von den Kameras hätten erfasst werden können. Der Mars befand sich zum Zeitpunkt der Aufnahmen zu nah an der Sonne und wurde von ihr überstrahlt.
Die Erde wurde mit einer Vidicon-Kamera mit Teleobjektiv aufgenommen. Die Kamera besitzt sieben Farbfilter, für dieses Bild wurden der blaue, grüne und violette Filter verwendet. Die durch das Bild führenden Strahlen entstanden als Streuung des Sonnenlichts auf der Kameraoptik, da sie nicht dafür ausgelegt war, direkt auf die Sonne ausgerichtet zu werden. Die Erde nimmt lediglich 12 % der Abmessungen eines einzelnen Bildpunkts ein.
Die Weitwinkelaufnahme der Sonne wurde mit dem dunkelsten Filter und der kürzestmöglichen Belichtungszeit (5⁄1000 Sekunden) aufgenommen, um eine Überbelichtung zu vermeiden. Die Sonne hat aus dieser Distanz nur 1⁄40 des scheinbaren Durchmessers wie von der Erde aus gesehen, ist jedoch noch 8 Millionen Mal heller als der nächsthellste Stern Sirius.
Nach Fertigstellung der Aufnahmen wurden die Kamerasysteme von Voyager dauerhaft deaktiviert. Die zur Interpretation der Bilddaten notwendige Technik auf der Erde wurde ebenfalls abgebaut.

### Rekordmarken
Für viele Jahre hielt die Bilderserie des „Familienporträts des Sonnensystems“ den Rekord für die mit dem größten Abstand zur Erde gemachten Aufnahmen mit 6 Milliarden Kilometer oder 40,5 AE Abstand. Erst die Raumsonde New Horizons konnte diesen Rekord brechen und Bilder aus noch größerer Distanz aufnehmen. So entstanden am 5. Dezember 2017 Aufnahmen in einem Abstand von 6,12 Milliarden Kilometer oder 40,9 AE. Diese Aufnahmen zeigen einen Sternhaufen und die beiden Kuipergürtelobjekte 2012 HZ84 und 2012 HE85. Das Pale Blue Dot ist somit weiterhin die Aufnahme der Erde aus dem größten Abstand zu ihr.

## Neue Fotoversion

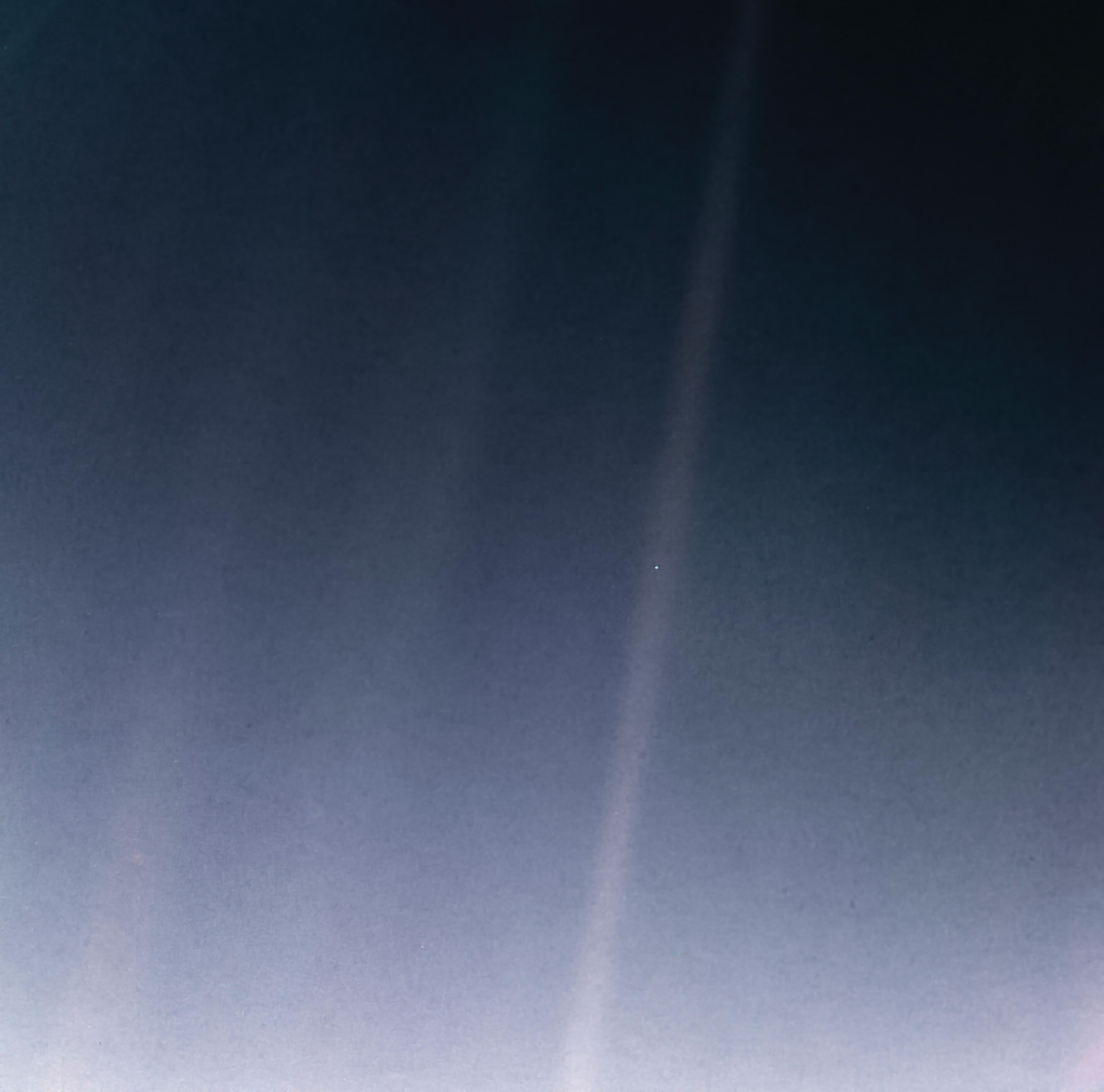
Pale Blue Dot Revisited, 2020

Im Jahr 2020, zum 30-jährigen Jubiläum des Bildes, veröffentlichte die NASA eine neue Version des ursprünglichen Voyager-Fotos: Pale Blue Dot Revisited, das mit modernen Bildverarbeitungstechniken erstellt wurde, „wobei versucht wurde, die ursprünglichen Daten und Absichten derjenigen zu respektieren, die die Bilder geplant haben“. Helligkeitsstufen und Farben wurden neu ausbalanciert, um die Erde besser sichtbar zu machen. Das Bild wurde vergrößert, erscheint heller und weniger körnig als das Original. Die Position der Sonne ist unten, wo das Bild am hellsten ist.

## Buch und Überlegungen von Carl Sagan
Das Bild inspirierte Sagan zu seinem Buch Pale Blue Dot: A Vision of the Human Future in Space (deutscher Titel: „Blauer Punkt im All. Unsere Zukunft im Kosmos“). Der Autor, der schon mit dem Buch und der Fernsehserie Cosmos: A Personal Voyage (deutscher Titel „Unser Kosmos“) einer breiten Öffentlichkeit komplexe wissenschaftliche Themen wie die Entstehung des Universums, der Galaxie und des Lebens nähergebracht hatte, mischt in diesem Buch philosophische Betrachtungen über die Stellung des Menschen im Universum mit Erklärungen über das zeitgenössische Wissen über unser Sonnensystem. Überdies existieren Videokollagen, die mit Tonaufnahme von Carl Sagan unterlegt wurden.

„We succeeded in taking that picture [from deep space], and, if you look at it, you see a dot. That's here. That's home. That's us. On it, everyone you ever heard of, every human being who ever lived, lived out their lives. The aggregate of all our joys and sufferings, thousands of confident religions, ideologies and economic doctrines, every hunter and forager, every hero and coward, every creator and destroyer of civilizations, every king and peasant, every young couple in love, every hopeful child, every mother and father, every inventor and explorer, every teacher of morals, every corrupt politician, every superstar, every supreme leader, every saint and sinner in the history of our species, lived there on a mote of dust, suspended in a sunbeam.
The earth is a very small stage in a vast cosmic arena. Think of the rivers of blood spilled by all those generals and emperors so that in glory and in triumph they could become the momentary masters of a fraction of a dot. Think of the endless cruelties visited by the inhabitants of one corner of the dot on scarcely distinguishable inhabitants of some other corner of the dot. How frequent their misunderstandings, how eager they are to kill one another, how fervent their hatreds. Our posturings, our imagined self-importance, the delusion that we have some privileged position in the universe, are challenged by this point of pale light.
Our planet is a lonely speck in the great enveloping cosmic dark. In our obscurity -- in all this vastness -- there is no hint that help will come from elsewhere to save us from ourselves. It is up to us. It's been said that astronomy is a humbling, and I might add, a character-building experience. To my mind, there is perhaps no better demonstration of the folly of human conceits than this distant image of our tiny world. To me, it underscores our responsibility to deal more kindly and compassionately with one another and to preserve and cherish that pale blue dot, the only home we've ever known.“

„Es ist uns gelungen, dieses Bild [aus dem tiefen Weltraum] aufzunehmen, und wenn man es betrachtet, sieht man einen Punkt. [Dieser Punkt] ist hier. Er ist unser Zuhause. Wir sind das. Darauf hat jeder, von dem ihr je gehört habt, jeder Mensch, der je gelebt hat, sein Leben gelebt. Die Summe aller unserer Freuden und Leiden, Tausende von selbstbewussten Religionen, Ideologien und Wirtschaftsformen, alle Jäger und Sammler, alle Helden und Feiglinge, alle Schöpfer und Zerstörer von Zivilisationen, alle Könige und Bauern, alle verliebten jungen Paare, alle hoffnungsvollen Kinder, alle Mütter, alle Väter, alle Erfinder und Entdecker, alle Morallehrer, alle korrupten Politiker, alle Superstars, alle obersten Führer, alle Heiligen und Sünder in der Geschichte der Menschheit lebten dort auf diesem Staubkörnchen, das im Sonnenlicht tanzt.
Die Erde ist eine sehr kleine Bühne im riesigen Theater des Kosmos. Man denke nur an die Ströme von Blut, die von Generälen und Feldherren vergossen werden, um für Ruhm und Triumph einen Augenblick lang der Herrscher über einen Bruchteil eines Punktes zu werden. Man denke an die endlosen Grausamkeiten, die die Bewohner eines Winkels auf diesem Punkt an kaum anders gearteten Bewohnern eines anderen Winkel des Punktes zufügen. Wie wenig sie sich verstehen, wie gern sie sich gegenseitig umbringen, wie glühend ihr Hass ist. Unsere Anmaßung, unsere eingebildete Wichtigkeit, die wahnwitzige Vorstellung, dass wir im Universum einen besonderen Platz einnehmen, wird von diesem schwachen Lichtpunkt in Frage gestellt.
Unser Planet ist ein einsames Körnchen im großen Dunkel des Weltalls. In unserer Dunkelheit – in all dieser Weite – gibt es keinen Hinweis, dass von draußen jemand kommt, um uns vor uns selbst zu schützen. Es liegt an uns. Es wurde gesagt, dass Astronomie eine bescheiden machende, und ich möchte hinzufügen, eine charakterbildende Beschäftigung ist. Vielleicht gibt es keinen besseren Beweis für die Aberwitzigkeit menschlicher Vorstellungen als dieses aus großer Entfernung aufgenommene Bild von unserer winzigen Erde. Für mich unterstreicht es unsere Verantwortung, dass wir freundlicher und mitfühlender miteinander umgehen und diesen kleinen blauen Punkt, das einzige Zuhause, das wir je gekannt haben, bewahren und wertschätzen.“

## The Day the Earth Smiled

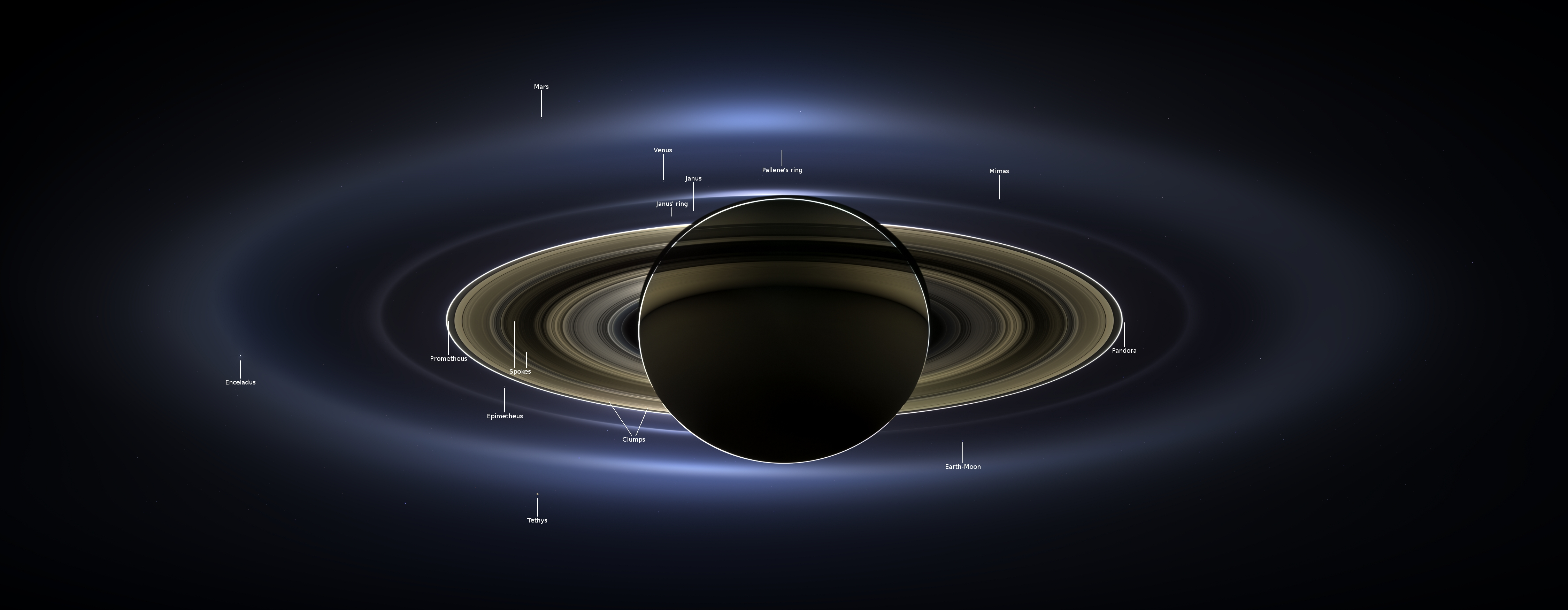
The Day the Earth Smiled
(„Der Tag, an dem die Erde lächelte“)

Eine ähnliche Aufnahme entstand im Rahmen der Cassini-Huygens-Mission am 19. Juli 2013: Aus einer Perspektive im Schatten des Saturn wurde eine Aufnahme gemacht, welche die Erde (im Bild: Earth-Moon), Mars und Venus zeigt. Eine Aufnahme mit kleinerem Aufnahmewinkel konnte auch noch den Erdmond erfassen. Das Publikum auf der Erde war gebeten worden, zur Zeit der Aufnahme in Richtung Saturn zu schauen und zu lächeln.